# Lê Lợi

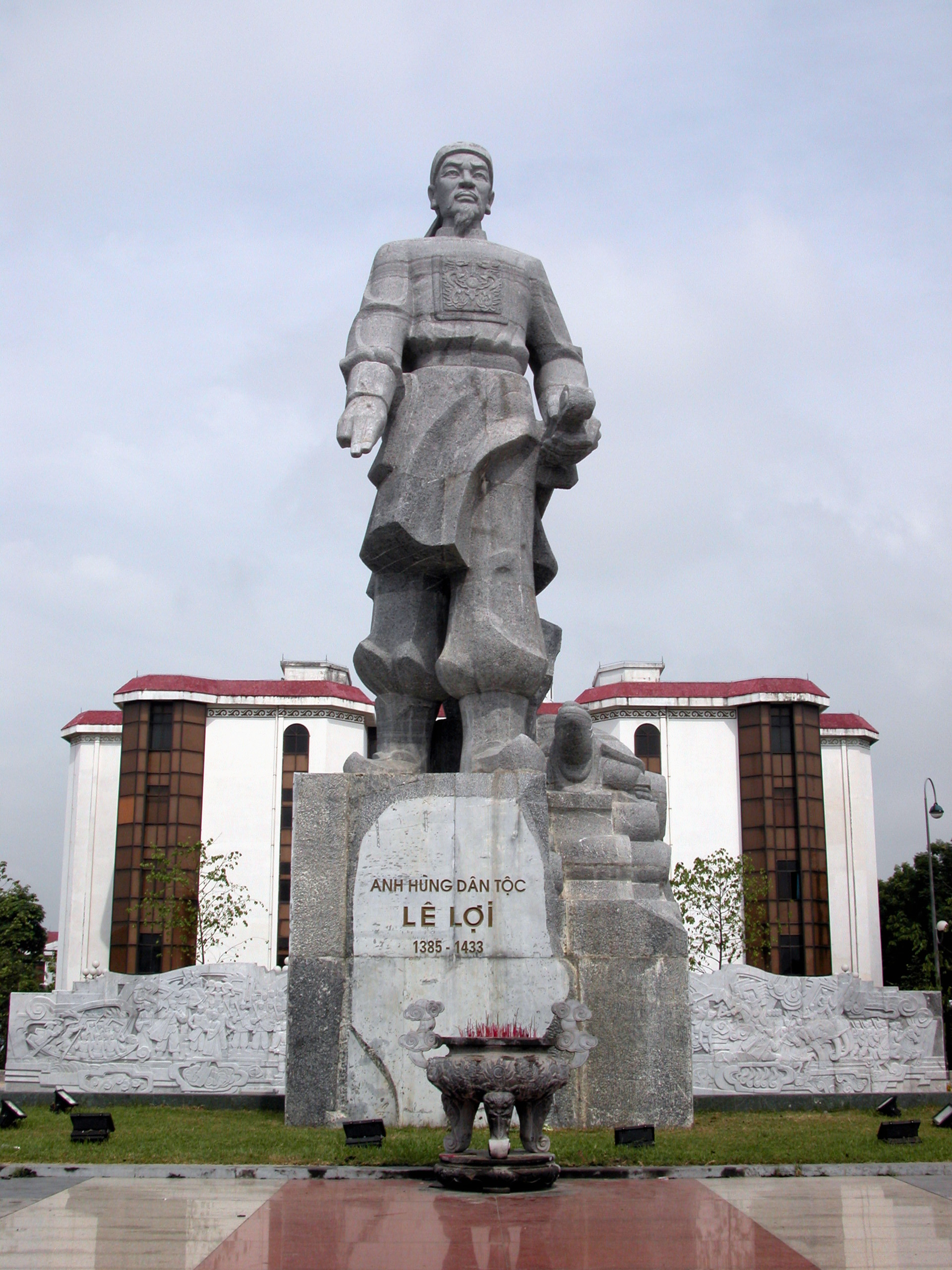
Estátua de Lê Lợi em Thanh Hoa.

Lê Lợi (1384 ou 1385? - 1433), postumamente conhecido pelo nome de templo Lê Thái Tổ, foi imperador do Vietnã e fundador da dinastia Lê. Ele está entre as figuras mais famosas da história vietnamita e é um dos maiores heróis do país.